# Víctor Huggo Martin
Víctor Huggo Martin – meksykański aktor filmowy i telewizyjny.
Jedną z najciekawszych ról był Fidel Castro w dramacie telewizyjnym Fidel – Legenda (Fidel, 2002) z udziałem Gaela Garcíi Bernala.

## Wybrana filmografia

### Filmy fabularne
- 1996: Parejas
- 1996: El amor de tu vida S.A. jako Mesero chismoso
- 1997: Nic Habana
- 1999: Seks, wstyd i łzy (Sexo, pudor y lágrimas) jako Carlos[7]
- 2000: Juegos bajo la luna
- 2000: Fidel – Legenda (Fidel, TV) jako Fidel Castro
- 2008: Viva High School Musical Meksyk: Pojedynek (High School Musical: El Desafio Mexico) jako Padre de Luli y Fer
- 2010: Regresa jako Adolfo
- 2016: Inside the Mine jako Hamilton

### Telenowele/seriale TV
- 1990: Hora Marcada jako Salvador
- 1996: Nada personal jako Víctor / Hugo
- 1998: La casa del naranjo jako Sergio
- 1999: Cuentos para solitarios jako Ontiveros / Liquidador
- 1999: Yacaranday jako Juan Santiago
- 2000: Ulica zakochanych (La calle de las novias) jako Gabriel Sánchez
- 2002: Lo que es el amor jako Tomás Cantú
- 2004: La heredera jako Lauro
- 2006: Montecristo jako León Rocamora
- 2009: Pasión Morena jako Roberto Cárdenas
- 2011: A corazón abierto jako Manolo
- 2012: Los Rey (Król) jako Laureano Isidro de la Garza 'El hijo de nadie'
- 2013: Vivir a destiempo jako Salvador Chinchilla
- 2014: Sr. Ávila jako Soto